# Jura-Gotthard-Bahn
Die Jura-Gotthard-Bahn (JGB) war ein in den 1870er Jahren geplantes und nicht realisiertes Projekt zum Bau einer Eisenbahnstrecke in der Schweiz. Sie hätte von Delémont über Balsthal, Langenthal, Willisau, Luzern und Stans nach Altdorf führen sollen. Dadurch wäre es möglich gewesen, direkte Züge von Paris zur Gotthardbahn und weiter nach Mailand verkehren zu lassen. Das Projekt scheiterte, als sich die französischen Chemins de fer de l’Est stattdessen dazu entschlossen, ihre internationalen Züge über die Jurabahn nach Basel zu leiten.

## Ausgangslage und Idee
Gemäss den Bedingungen des am 10. Mai 1871 unterzeichneten Friedensvertrages von Frankfurt, der den Deutsch-Französischen Krieg formell beendete, musste die französische Bahngesellschaft Chemins de fer de l’Est (EST) ihre im Elsass und in Lothringen gelegenen Strecken abtreten. Diese kamen unter die Kontrolle der deutschen Reichseisenbahnen in Elsaß-Lothringen, wodurch die EST keine direkte Verbindung in die Schweiz mehr besass. Anstelle der bisher genutzten Route über Mulhouse musste eine neue durch den Jura gefunden werden, um einen Anschluss an die projektierte Gotthardbahn zu schaffen.
Im selben Jahr war in Langenthal im Kanton Bern ein provisorisches Komitee zur Projektierung einer Bahnstrecke nach Huttwil gegründet worden. Das zunächst rein regionale Vorhaben nahm internationale Dimensionen an, als sich das Komitee am 22. November 1871 in einem Brief an die EST wandte. Darin wurde ausgeführt, dass beide Seiten gemeinsame Interessen hätten, zumal die kürzeste Verbindung zwischen Belfort und dem Gotthard über Langenthal führe und beste Aussichten punkto Rentabilität bestünden. In einem am 2. Dezember datierten Antwortschreiben bekundete der Direktor der EST grundsätzlich sein Interesse.
Daraufhin berief das Komitee eine öffentliche Versammlung ein, die am 17. Dezember 1871 in der Reformierten Kirche von Langenthal stattfand. Ein weiteres Komitee aus Willisau schloss sich diesem Aufruf an. Rund 500 Interessierte waren an der von Nationalrat Johann Bützberger geleiteten Versammlung anwesend. Bützberger stellte die Projektidee vor, während Jost Weber, Regierungsrat des Kantons Luzern, dazu aufrief, ein interkantonales Komitee zu bilden und Gründungsaktien zu zeichnen. Nationalrat Daniel Flückiger wies darauf hin, dass die Zeit dränge, weil die Stadt Basel bereits Unterhändler nach Paris entsandt habe, um eine Linie Belfort–Porrentruy–Kleinlützel–Basel durchzusetzen. Am 24. Dezember 1871 traf sich das elf (später 14) hochrangige Politiker umfassende und von Johann Bützberger geleitete interkantonale Initiativkomitee erstmals im Bahnhofbuffet Olten. Das Initiativkomitee begann im Januar 1872 mit Vorbereitungen zur Kapitalbeschaffung und gab einen technischen Bericht zum Vorprojekt in Auftrag, der auch einen Kostenvoranschlag enthielt.

## Streckenbeschreibung
Johann Bützberger reichte am 23. Februar 1873 einen Konzessionsantrag ein, worin der Streckenverlauf näher beschrieben wurde. Die JGB-Strecke sollte insgesamt 157,8 km lang sein, bei einem Minimalradius von 300 m und einer Maximalneigung von 21 ‰. Diese Werte würden jedoch nur im Bereich des Juradurchstichs erreicht werden. Das Initiativkomitee rechnete mit Kosten von knapp 42 Millionen Franken. Die Verbindung Paris–Belfort–JGB–Gotthardbahn–Mailand wäre kürzer gewesen als jede andere zwischen dem Nordosten Frankreichs und Norditalien. Sie wäre imstande gewesen, den gesamten Transitverkehr in diesem Korridor an sich zu ziehen. Von Luzern aus sollte das Streckennetz der Vereinigten Schweizerbahnen angeschlossen werden, um über die Arlbergbahn auch den Transitverkehr zwischen Frankreich und Österreich-Ungarn aufzunehmen.
Ab Delémont, wo Anschluss an die bereits im Bau befindliche Strecke von Belfort her bestünde, sollte die JGB zunächst in südlicher Richtung durch das Birstal nach Moutier führen und dort ostwärts ins Grand Val abbiegen. Zwischen Corcelles und Welschenrohr war ein 2360 m langer Tunnel unter der Walenmatt vorgesehen, um ins Tal der Dünnern zu gelangen. Über Balsthal würde Oensingen erreicht, wo die JGB das zukünftige Trassee der Bahnstrecke Olten–Solothurn kreuzen würde. Anschliessend würde die nun südwärts führende Strecke bei Aarwangen die Aare überqueren und Langenthal erreichen. Zwischen Delémont und Balsthal wurden zwei weitere Varianten eines Juradurchstichs untersucht: Die erste über Vicques, Montsevelier, Erschwil und Mümliswil, die zweite über Laufen, Breitenbach, Erschwil und Mümliswil.

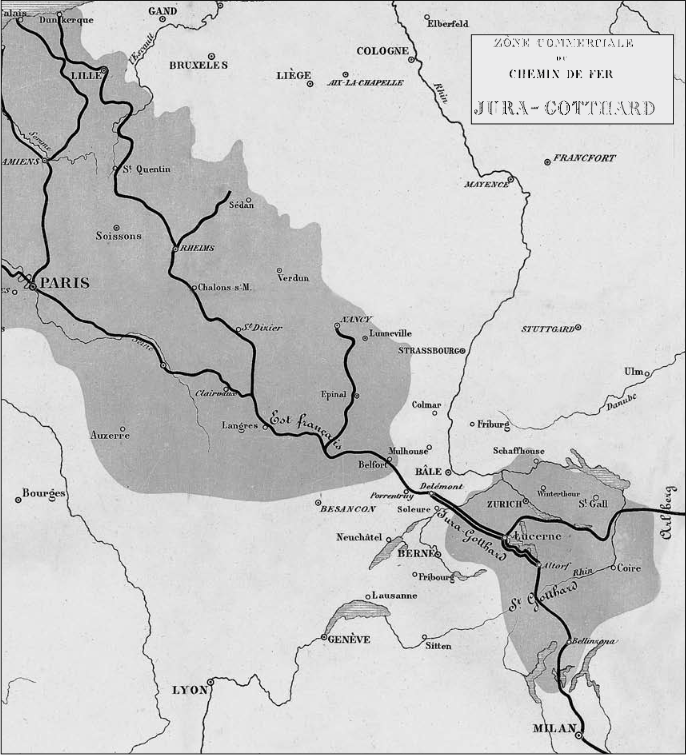
Übersichtskarte aus der französischen Version des Berichts von 1874 über die Gebiete Frankreichs und der Schweiz, die durch die Jura-Gotthard-Bahn mit dem Gotthard (Italien) und dem Arlberg (Österreich) hätten verbunden werden sollen

Von Langenthal aus sollte die JGB in südöstlicher Richtung Huttwil und Willisau erschliessen. Zwischen Wolhusen und Luzern sollte sie einen 18,5 km langen Abschnitt der im Bau befindlichen Bahnstrecke Bern–Luzern mitbenützen. Da die Kantone Bern und Luzern die Hauptaktionäre der Bern-Luzern-Bahngesellschaft waren, stellte dies kein Problem dar. Ab Luzern war eine weitere neu zu bauende Strecke erforderlich. Nach Hergiswil würde die JGB den Alpnachersee mittels einer Gitterträgerbrücke überqueren und anschliessend via Stans das Südufer des Vierwaldstättersees bei Buochs erreichen. Die Strecke sollte anschliessend via Treib und Bauen weitgehend dem Seeufer folgen und schliesslich in Altdorf in die Gotthardbahn münden.

## Weitere Entwicklung
Der Nationalrat und der Ständerat erteilten die Konzession am 20./22. September 1873. Mit einem ausführlichen technisch-kommerziellen Bericht in deutscher und französischer Sprache wandte sich das Initiativkomitee im Juli 1874 erneut an die Öffentlichkeit. Mit Bezug auf die Finanzierung führte es darin aus, dass die JGB eine Subvention in der Höhe von acht Millionen Franken benötige. Diese sei vorrangig von Frankreich aufzubringen, da das Projekt vor allem der EST zugutekomme, die von der Konkurrenz belgisch-elsässischer Linien betroffen sei. Am 27. August 1874 befand das Initiativkomitee, es sei nun eine Versammlung der Gründungsaktienbesitzer einzuberufen, um das Projekt weiter voranzutreiben. Noch vor der Abreise einer Abordnung nach Paris gab die EST bekannt, dass kein Interesse an der Jura-Gotthard-Bahn mehr bestehe. Stattdessen beteiligte sich das Unternehmen an den Chemins de fer du Jura bernois, die 1875 den Abschnitt Delémont–Basel der Jurabahn eröffneten.
Immer mehr zeichnete sich ab, dass das Projekt wahrscheinlich nicht verwirklicht würde. Am 17. Dezember 1877 hielt das Initiativkomitee in Bern seine letzte Sitzung ab und beschloss die Erstellung eines Abschlussberichts zuhanden der Gründungsaktionäre, das im März 1879 vorlag. Insgesamt waren 1'120 Gründungsaktien zu je 20 Franken einbezahlt worden. Das verbliebene Defizit von 348.35 Franken deckten die Mitglieder des Initiativkomitees. Von den Plänen wurden nur Teile verwirklicht:
- der Abschnitt Delémont–Moutier der Jurabahn
- die Oensingen-Balsthal-Bahn
- die Langenthal-Huttwil-Bahn
- die Huttwil-Wolhusen-Bahn
- der Abschnitt Luzern–Stans der schmalspurigen Luzern-Stans-Engelberg-Bahn.